# 568e Volksgrenadierdivisie
De 568e Volksgrenadierdivisie (Duits: 568. Volksgrenadier-Division) was een Duitse infanteriedivisie tijdens de Tweede Wereldoorlog. De divisie werd opgericht en alweer opgeheven voor de oprichting compleet en afgesloten was.

## Geschiedenis
De 568e Volksgrenadierdivisie werd opgericht op 26 augustus 1944 op Oefenterrein Königsbrück in Wehrkreis IV als onderdeel van de 32. Welle. Echter, alvorens de oprichting afgesloten was, werd de divisie al op 17 september 1944 omgedoopt in de 256e Volksgrenadierdivisie. 

## Commandanten
| Rang | Naam | Begin            | Eind              |
| ---- | ---- | ---------------- | ----------------- |
|      | ??   | 26 augustus 1944 | 17 september 1944 |

## Samenstelling
- Grenadier-Regiment 1162
- Grenadier-Regiment 1163
- Grenadier-Regiment 1164
- Artillerie-Regiment 1568
- Divisie-eenheden 1568